# Ленка (округ Рімавска Собота)
Ленка (словац. Lenka, угор. Sajólenke) — село, громада в окрузі Рімавска Собота, Банськобистрицький край, Словаччина. Кадастрова площа громади — 6,08 км². Населення — 204 осіб (за оцінкою на 31 грудня 2024 р.).
Знаходиться за ~5 км на південний схід від Торналі і за ~25 км на схід від адмінцентра округу міста Рімавска Собота.
Перша згадка 1232 року.

## Географія
Протікає Губовський потік.

## Населення
| Рік:            | 1994. | 2004.    | 2014.   | 2024.   |
| --------------- | ----- | -------- | ------- | ------- |
| Кількість осіб: | 216   | 194      | 187     | 204     |
| Різниця:        |       | -10,18 % | -3,60 % | +9,09 % |

| Рік:            | 2023. | 2024. |
| --------------- | ----- | ----- |
| Кількість осіб: | 200   | 204   |
| Різниця:        |       | +2 %  |

## Транспорт
Автошляхи 2764, 2765 (Cesty III. triedy).